# Петър Попконстантинов
Петър (Петре) Христов Попконстантинов или Попов (изписване до 1945 година: Петъръ Христовъ попъ Константиновъ) е български революционер, деец на Вътрешната македоно-одринска революционна организация.

## Биография
Попконстантинов е роден в 1872 година в костурското село Търсие, тогава в Османската империя. Присъединява се към ВМОРО. Става четник на Геле Търсиянски. Заедно с Геле и четниците Трайче Петков и Митре Димев в 1900 година убива гръцкия свещеник Коста от Неред. Участва в сражението на Гелевата чета в местността Гявато, Преспанско. Влиза в четата на Митре Влаха и с нея се сражава при Търсие.
По-късно емигрира в Свободна България. На 13 април 1943 година като жител на Мадара подава молба за българска народна пенсия, която е одобрена и пенсията е отпусната от Министерския съвет на Царство България.